# Saison 17 de NCIS : Enquêtes spéciales
Chronologie
Saison 16 Saison 18
Cet article présente le guide des épisodes de la dix-septième saison de la série télévisée américaine NCIS : Enquêtes spéciales.

## Distribution

### Acteurs réguliers
- Mark Harmon (VF : Hervé Jolly) : Leroy Jethro Gibbs, chef d'équipe du NCIS
- Sean Murray (VF : Adrien Antoine) : Timothy McGee, agent spécial du NCIS
- Emily Wickersham (VF : Barbara Beretta) : Eleanor « Ellie » Bishop, agent spécial du NCIS
- Wilmer Valderrama (VF : Eilias Changuel) : Nick Torres, agent spécial du NCIS
- Maria Bello (VF : Déborah Perret) : Jacqueline « Jack » Sloane, agent spécial et psychologue du NCIS
- Brian Dietzen (VF : Christophe Lemoine) : Jimmy Palmer, médecin légiste du NCIS
- Diona Reasonover: (VF : Vanessa Van-Geneugden) : Kasie Hines, experte scientifique du NCIS
- Rocky Carroll (VF : Serge Faliu) : Leon Vance, directeur du NCIS
- David McCallum (VF : Michel Le Royer) : Donald Mallard, historien et ancien médecin légiste du NCIS (6 épisodes)

### Acteurs récurrents et invités
- Cote de Pablo : Ziva David (épisodes 1, 2, 10 et 11)
- Jack Fisher : Phineas (épisodes 5, 7, 9 et 11)
- Laura San Giacomo : Dr Grace Confalone, psychologue (épisode 5)

## Production
Le 11 avril 2019, la chaîne de télévision américaine CBS annonce que NCIS : Enquêtes spéciales sera renouvelé pour une dix-septième saison.
La saison comporte seulement 20 épisodes en raison de la pandémie de Covid-19, elle est diffusée du 24 septembre 2019 au 14 avril 2020 sur CBS / Global.
En Suisse, elle est diffusée du 16 février 2020 au 17 janvier 2021 sur RTS Un.
En France, elle est diffusée depuis le 13 mars 2020 sur M6. En raison de la Pandémie de Covid-19 la diffusion des épisodes inédits s'arrête le 20 mars 2020 pour reprendre le 30 octobre 2020 et se terminée le 12 mars 2021.
En Belgique, la série est diffusée du 20 octobre 2020 au 19 janvier 2021.
Laura San Giacomo est revenu en tant que récurrents dans un épisode de la saison.
Cote de Pablo, interprète Ziva David dans 4 épisodes de la saison.

## Épisodes

### Épisode 1:Immortelle
- États-Unis /  Canada : 24 septembre 2019 sur CBS / Global
- Suisse : 16 février 2020 sur RTS 1
- France : 13 mars 2020 sur M6
- Belgique : 20 octobre 2020 sur RTL-TVI

- États-Unis : 12,57 millions de téléspectateurs[1] (première diffusion)
- France : 3,34 millions de téléspectateurs[2] (première diffusion)

- Cote de Pablo : Ziva David (1/4)
- Damon Dayoub : Adam Eshel
- Mouzam Makkar : Sahar
- Dale Godboldo : Cy
- Hossein Mardani : Monsieur Rogers
- Nolan Freeman : Willie
- Elayn J.Taylor : Odette Malone
- Monib Abhat : Agent de sécurité #1

### Épisode 2:Citadelle d'acier
- États-Unis /  Canada : 1er octobre 2019 sur CBS / Global
- Suisse : 16 février 2020 sur RTS 1
- France : 20 mars 2020 sur M6
- Belgique : 20 octobre 2020 sur RTL-TVI

- États-Unis : 12,51 millions de téléspectateurs[3] (première diffusion)
- France : 3,57 millions de téléspectateurs[4] (première diffusion)

- Cote de Pablo : Ziva David (2/4)
- Mouzam Makkar : Mira Sahar Azam
- Rich Hutchman : Adjoint Andrews
- William O'Leary : Chef Martin Freydano
- Teddy Lane Jr. : Adjoint Barney
- Darri Ingolfsson : Dwight Colton
- Cherie Jimenez : Sénatrice Ortega
- Paul Gregory : Sénateur McCormick

### Épisode 3:Deux frères pour un crime
- États-Unis /  Canada : 8 octobre 2019 sur CBS / Global
- Suisse : 23 février 2020 sur RTS 1
- Belgique : 27 octobre 2020 sur RTL-TVI
- France : 30 octobre 2020 sur M6

- États-Unis : 11,19 millions de téléspectateurs[5] (première diffusion)
- France : 3,37 millions de téléspectateurs[6] (première diffusion)

- Michael Dunn : Lenny Dunstrop
- Frankie J.Allison : Vince Pierman
- Paulina Bugembe :  Officier de la police militaire Vera Armstrong
- Dylan Vox : Lou Jinks
- David L. King : Premier vice-président de Zullow Lance Rama
- Tatiana Carr : Sara Jones
- Ellen Geer : Esther Daniels
- David DeLuise : Michael Franklin
- Cliff Chamberlain : Peter Buck

### Épisode 4:L'Honneur du soldat
- États-Unis /  Canada : 15 octobre 2019 sur CBS / Global
- Suisse : 23 février 2020 sur RTS 1
- Belgique : 27 octobre 2020 sur RTL-TVI
- France : 6 novembre 2020 sur M6

- États-Unis : 10,87 millions de téléspectateurs[5] (première diffusion)
- France : 3,31 millions de téléspectateurs[7] (première diffusion)

- Dana L. Wilson : Docteur Erica Bell
- Anastasia Baranova : Melissa Canon
- Ellen Ratner : Agent de sécurité militaire May Stern
- David Carpenter : Henry Hoss
- Joseph Lee Anderson : Caporal Bernard "Barney" Ernest Williams
- Brent Bailey : Kyle Freeman
- Devan Long : Principal dépositaire des preuves du NCIS Terry Keller
- Scott Menville : Sergent Donald "Donny" Pretorius
- Christopher Carrington : Matelot de la Navy Ronald "Ronny" T. Jones
- Jennifer Marshall : Sergent des marines Francesca Rinaldi
- Jeffrey Larson : Agent de sécurité militaire Ian Nowitski
- Oren Skoog : Touriste inconvenant

### Épisode 5:Hypnose fatale
- États-Unis /  Canada : 22 octobre 2019 sur CBS / Global
- Suisse : 1er mars 2020 sur RTS 1
- Belgique : 3 novembre 2020 sur RTL-TVI
- France : 13 novembre 2020 sur M6

- États-Unis : 11,34 millions de téléspectateurs[5] (première diffusion)
- France : 3,53 millions de téléspectateurs[8] (première diffusion)

- Laura San Giacomo : Docteur Grace Confalone
- Jack Fisher : Phinéas (1/5)
- Louise Barnes : Sarah
- Tosin Morohunfola : Docteur Wayne Pershing
- Camryn Grimes : Caporal Laney Alimonte
- Hope Banks : Hihobirdie
- Karissa Vacker : Louisa Banner
- Jason Woods : Lieutenant Rick Romero
- Noreen O'Neill : Audrey
- Jane Hae Kim : Connie
- Alex Nevil : Patient alias Roger Ponziak

### Épisode 6:L'Innocent aux mains sales
- États-Unis /  Canada : 5 novembre 2019 sur CBS / Global
- Suisse : 1er mars 2020 sur RTS 1
- Belgique : 3 novembre 2020 sur RTL-TVI
- France : 20 novembre 2020 sur M6

- États-Unis : 10,88 millions de téléspectateurs[5] (première diffusion)
- France : 3,13 millions de téléspectateurs[9] (première diffusion)

- Elizabeth Laidlaw : Officier de correction Rita Brindle
- Devale Ellis : Dante Brown
- E. Ambriz De Colosio : Ricky McCoy
- Bertila Damas : Maître principal Renee Quichera
- Wayne Lopez : Sergent de prison Desmond Walters
- Martin Copping : Benny le barman
- Carl Donelson : Edgar Ramirez
- Brent Henri : Kendall "Trey" Quichera
- Mary Kate Gaffney : Tanya Owens

### Épisode 7:Les Maîtres-chanteurs
- États-Unis /  Canada : 12 novembre 2019 sur CBS / Global
- Suisse : 8 mars 2020 sur RTS 1
- Belgique : 10 novembre 2020 sur RTL-TVI
- France : 27 novembre 2020 sur M6

- États-Unis : 11,65 millions de téléspectateurs[5] (première diffusion)
- France : 3,09 millions de téléspectateurs[10] (première diffusion)

- Kevin Kilner : Patrick Norian
- Jack Fisher : Phineas (2/5)
- Alina Phelan : Amy
- Jessica Cavanagh : Monica Shaw
- Frank Clem : Phil Rutland
- Lisa LoCicero : Elena Devol
- Aaron Craven : Député américain pour la Virginie Eric Riley
- Eugene Shaw : Sergent maître Neil Koh
- Zach Steiner : Sergent d'état-major Richard "Ricky" Devol
- Rainey Spurlock : Harper
- Kale Culley : Dylan
- Alison Trumbull : Karen
- Tanya Leon : Marina Bazarov
- Tatum Shank : Ted

### Épisode 8:Mort en musique
- États-Unis /  Canada : 19 novembre 2019 sur CBS / Global
- Suisse : 8 mars 2020 sur RTS 1
- Belgique : 10 novembre 2020 sur RTL-TVI
- France : 4 décembre 2020 sur M6

- États-Unis : 11,12 millions de téléspectateurs[5] (première diffusion)
- France : 3,22 millions de téléspectateurs[11] (première diffusion)

- Eyas Younis : Musicien en chef Neil Farzad
- Emma Bell : Musicien 1ère classe Hannah McClain
- Owen Saxon : Musicien 1ère classe Luke Undervoy
- Richie Rosales : Musicien 1ère classe John Warren
- Kate Hamilton : Faith Tolliver
- Link Ruiz : Gestionnaire de matériel de musique et contrebandier de rhodium Hugo Grava
- Eric Winzenried : Andrew "Andy" Hopper
- Peg Shirley : Dame âgée

- L'absence étrange de Gibbs sera révélée dans le premier épisode de la saison 18.

### Épisode 9:À balles réelles
- États-Unis /  Canada : 26 novembre 2019 sur CBS / Global
- Suisse : 15 mars 2020 sur RTS 1
- Belgique : 1er décembre 2020 sur RTL-TVI
- France : 11 décembre 2020 sur M6

- États-Unis : 11,06 millions de téléspectateurs[5] (première diffusion)
- France : 3,05 millions de téléspectateurs[12] (première diffusion)

- Louise Barnes : Sarah
- Jack Fisher : Phineas (3/5)
- Rick Overton : Elmer Barlow
- Paul Norwood : Jesse Gilford
- Tyler Francavilla : Dustin Vanderschmitt
- Sonya Leslie : Nancy
- Serafina Polite : Emma
- Christopher Bencomo : Second-maître Ian Rojas
- Briana Cuoco : Rosalind
- Reatha Grey : Marion
- Carter Mitchell : Virgil

### Épisode 10:Au péril de sa vie
- États-Unis : 17 décembre 2019 sur CBS / Global
- Suisse : 15 mars 2020 sur RTS 1
- Belgique : 1er décembre 2020 sur RTL-TVI
- France : 18 décembre 2020 sur M6

- États-Unis : 11,10 millions de téléspectateurs[5] (première diffusion)
- France : 2,93 millions de téléspectateurs[13] (première diffusion)

- Cote de Pablo : Ziva David (3/4)
- Damon Dayoub : Adam Eshel
- Louise Barnes : Sarah
- Usman Ally : Victor Mir
- Jack Fisher : Phineas (4/5)
- Elayn J. Taylor : Odette Malone
- Jeremy Batiste : Agent de sécurité Joe
- Sam Asghari : Agent de sécurité Russell
- Tatiana Turan : Superviseur
- Eva et Vera Portugues : Tali

### Épisode 11:La Règleno9
- États-Unis : 7 janvier 2020 sur CBS / Global
- Suisse : 22 mars 2020 sur RTS 1
- Belgique : 8 décembre 2020 sur RTL-TVI
- France : 8 janvier 2021 sur M6

- États-Unis : 10,39 millions de téléspectateurs[5] (première diffusion)
- France : 2,86 millions de téléspectateurs[14] (première diffusion)

- Cote de Pablo : Ziva David (4/4)
- Usman Ally : Victor Mir
- Jack Fisher : Phineas (5/5)
- Alain Ali Washnevsky : Employé de l’ambassade Jamal Antar
- Louise Barnes : Sarah (alias Sahar)
- Karri Turner : Micki Kaydar
- Jeremy Batiste : Agent de sécurité Joe
- Kate Rene Gleason : Jane
- Zakary Risinger : Hurley
- Taivon McKinney : Agent de l'Administration de la Sécurité des Transports Tammy Gantry
- Hugo Garcia : Ernie
- Monica Day : Gloria
- Rolan Ruiz : Kenny
- John Gloria : George Kaydar
- Yvette Cason : Maureen
- Hap Lawrence : Lenny
- Phil Idrissi : Big Lou
- Emelina et Layla Golfieri : Tali

### Épisode 12:Un plan de haut vol
- États-Unis : 14 janvier 2020 sur CBS / Global
- Suisse : 22 mars 2020 sur RTS 1
- Belgique : 8 décembre 2020 sur RTL-TVI
- France : 15 janvier 2021 sur M6

- États-Unis : 10,12 millions de téléspectateurs[5] (première diffusion)
- France : 3,11 millions de téléspectateurs[15] (première diffusion)

- Lyndon Smiyh : Lieutenant de vaisseau Rebecca Weeks
- Jonathan Chase : Capitaine de frégate Marshall May
- Patrick Duffy : Capitaine de corvette à la retraite Jack Briggs
- Megan Gallagher : Sous-secrétaire à la Navy Jennifer Leo
- Chris Gann : Capitaine de la Navy Henry Nikolai
- Johnny Williams : Carmen Lorenzo
- Madeline Black : enseigne de vaisseau de première classe Harper Logan
- Tom Ayers : Bobby Dale Douglas
- JB Tadena : Officier du Centre d’Information de Combat Lonnie Franklin
- Jennifer Sun Bell :Contrôleuse aérienne de la Navy  Amelia Garcia
- Jeremy Denzlinger : Colonel Bill Timmons
- Phil Idrissi : Big Lou

### Épisode 13:Condamnée au silence
- États-Unis : 21 janvier 2020 sur CBS / Global
- Belgique : 15 décembre 2020 sur RTL-TVI
- Suisse : 27 décembre 2020 sur RTS 1
- France : 22 janvier 2021 sur M6

- États-Unis : 11,36 millions de téléspectateurs[5] (première diffusion)
- France : 3,05 millions de téléspectateurs[16] (première diffusion)

- Katie Leclerc : Sergent d'état-major des marines Diana Murphy
- William R.Moses : Edison Geary
- David Burke : George Ingram
- Peter Graham : Christopher Crane
- Amir M.Korangy : Professeur Zahir Najjar
- Adam Zastrow : Ronald Kepczak
- Timothy Hornor : Ian
- Danny Brown : Sophie
- Mo Beatty : Opératrice de charge du drone

### Épisode 14:Vengeance froide
- États-Unis : 28 janvier 2020 sur CBS / Global
- Belgique : 15 décembre 2020 sur RTL-TVI
- Suisse : 27 décembre 2020 sur RTS 1
- France : 29 janvier 2021 sur M6

- États-Unis : 12,12 millions de téléspectateurs[5] (première diffusion)
- France : 3,12 millions de téléspectateurs[17] (première diffusion)

- Nikolai Nikolaeff : Xavier Zolotov
- Emilia Ares : Layla Zolotov
- Lisa Kaminir : Dr. Romero
- Burl Moseley : Infirmier
- Kenzie Dalton : Colleen Kennedy
- Roberts Jekabsons : Yuri, Garde du Corps

- Au laboratoire de Kasie, quand elle demande des nouvelles de Torres (et Bishop) à McGee, ce dernier évoque l'utilisation d'un code secret par l'équipe de soins s'occupant de Torres chaque fois que cette dernière voit Bishop arriver, le code secret étant "Forrest". Ceci est une référence évidente à Forrest Gump, car le code secret signifie que le personnel soignant doit courir dès le moment où il voit Bishop arriver.
- La fin de l'épisode, laisse sous-entendre que c'est Gibbs qui a tué celui qui avait renversé Torres et non Bishop.

### Épisode 15:Bourreau des cœurs
- États-Unis : 11 février 2020 sur CBS / Global
- Suisse : 3 janvier 2021 sur RTS 1
- Belgique : 5 janvier 2021 sur RTL-TVI
- France : 5 février 2021 sur M6

- États-Unis : 11,75 millions de téléspectateurs[5] (première diffusion)
- France : 3,24 millions de téléspectateurs[18] (première diffusion)

- Don Lake : Phillip Brooks
- Daphne Zuniga : Stacy Gordon
- Andy Comeau : Tom Logan
- Brynn Thayer : Mary Talbot
- Brian Ames : Matthew Duques
- Desi Dennis-Dylan : Sloane Jackston
- Caroline Whitney Smith : Molly
- Bryce McBratnie : Chet

- Quand Torres revient au boulot plus tôt que prévu car il s'ennuyait, ce qui étonne ses collègues, il réplique en disant : "On ne laisse pas Bébé dans un coin.", faisant ainsi référence au film Dirty Dancing.
- Lorsque Kasie manipule un arc dans son labo pour l'analyser en tirant sur une cible et manque de peu Torres qui vient d'arriver dans le labo, elle s'exclame : "Est-ce que j'ai l'air d'un Robin sorti de ses bois ?", faisant ainsi référence au célèbre archer de la forêt de Sherwood.

### Épisode 16:Les Éphémères
- États-Unis : 18 février 2020 sur CBS / Global
- Suisse : 3 janvier 2021 sur RTS 1
- Belgique : 5 janvier 2021 sur RTL-TVI
- France : 12 février 2021 sur M6

- États-Unis : 11,91 millions de téléspectateurs[5] (première diffusion)
- France : 3,34 millions de téléspectateurs[19] (première diffusion)

- Nike Doukas : Marie Stanhope
- Gregory Itzin : Spencer Downing
- K.Callan : Bertha Jones-Delacroix
- Joe Renteria : Arturo Amador

### Épisode 17:La Malédiction de Fillmore
- États-Unis : 10 mars 2020 sur CBS / Global
- Suisse : 10 janvier 2021 sur RTS 1
- Belgique : 12 janvier 2021 sur RTL-TVI
- France : 19 février 2021 sur M6

- États-Unis : 10,75 millions de téléspectateurs[5] (première diffusion)
- France : 3,08 millions de téléspectateurs[20] (première diffusion)

- Gary Hudson : John Fioscher
- Abby Carter : Claire O'Donnell
- Paul Johansson : Porter Brandt
- Logan Pepper : Dylan
- Damien Leake : Henry Bennett
- Victoria Barnes : Whitley
- Allene Quincy : Jeune Femme Gothique
- Susan Louise O'Connor : Femme au Sweat à Tête de Chat
- Danny Max : Présentateur Infos

### Épisode 18:Le Saint
- États-Unis : 24 mars 2020 sur CBS / Global
- Suisse : 10 janvier 2021 sur RTS 1
- Belgique : 12 janvier 2021 sur RTL-TVI
- France : 26 février 2021 sur M6

- États-Unis : 13,22 millions de téléspectateurs[5] (première diffusion)
- France : 3,11 millions de téléspectateurs[21] (première diffusion)

- Kate Hamilton : Faith Tolliver
- Jeremiah Birkett : Dean Neil Patterson
- Chelsea Tavares : Ramona Whistler
- Patrick Cage : Taye Tanner
- Iris Bahr : Beverly Berkshire
- Matthew Ashford : Rick Martel
- Joshua Dov : Portland Douglas
- Amari O'Neil :Edgar
- Armen Nahapetian : Allen

### Épisode 19:Arnaque à l'irlandaise
- États-Unis : 31 mars 2020 sur CBS / Global
- Suisse : 17 janvier 2021 sur RTS 1
- Belgique : 19 janvier 2021 sur RTL-TVI
- France : 5 mars 2021 sur M6

- États-Unis : 13,65 millions de téléspectateurs[5] (première diffusion)
- France : 2,83 millions de téléspectateurs[22] (première diffusion)

- Leif Gantvoort : Max Devendorf
- Shahine Ezell : Lenny
- Bellina Logan : Commandant Roberta Stock
- Scott Deckert : Bobby
- Connie Jackson : Elaine
- Scott Christopher : Inspecteur Edmund Kerrigan
- Siri Miller : Melissa Spagnolo
- Casey Leach : Danny Spagnolo, alias Danny le Chauffeur
- Harvey J.Alperin : Henry Mantell
- Selina Kaye : Phyllis
- Mario Ardila Jr. : Shayne Garcon
- Linsay Rousseau : Agent de police

### Épisode 20:USS Arizona
- États-Unis : 14 avril 2020 sur CBS / Global
- Suisse : 17 janvier 2021 sur RTS 1
- Belgique : 19 janvier 2021 sur RTL-TVI
- France : 12 mars 2021 sur M6

- États-Unis : 13,49 millions de téléspectateurs[5] (première diffusion)
- France : 3,48 millions de téléspectateurs[23] (première diffusion)

- Christopher Lloyd : Joseph "Joe" Smith
- Peter Murnik : Amiral quatre étoiles Michael Caplinger
- Jessica Tuck : Gloria Caplinger
- Sebastian Sozzi : Kevin Deacon
- Dawn Matthews : Alice Jelani
- Sofie Calderon : Joan
- Damian Joseph Quinn : Joe jeune
- Zachary Cowan : marin carbonisé

- A la fin de l'épisode, Gibbs accompagne les cendres de Joseph Smith au Mémorial de l'USS Arizona
- Final de la saison. Dernier épisode tourné avant l'arrêt forcé par la Pandémie de Covid-19[24].